# Europees kampioenschap ijshockey 1914
Het Europees kampioenschap ijshockey 1914 was een door de Ligue Internationale de Hockey sur Glace (LIHG) georganiseerd kampioenschap in het ijshockey. De 5e editie van het Europees kampioenschap vond plaats in het Duitse Berlijn van 25 tot 27 januari 1914.

## Resultaten
| Datum       | Wedstrijd             | Uitslag |
| ----------- | --------------------- | ------- |
| 25 februari | Bohemen - België      | 9-1     |
| 26 februari | Duitse Rijk - België  | 4-1     |
| 27 februari | Bohemen - Duitse Rijk | 2-0     |

| #      | Team        | W - G - V | Pnt. | V-T  |
| ------ | ----------- | --------- | ---- | ---- |
| Goud   | Bohemen     | 2 - 0 - 0 | 4    | 11-1 |
| Zilver | Duitse Rijk | 1 - 0 - 1 | 2    | 4-3  |
| Brons  | België      | 0 - 0 - 2 | 0    | 2-13 |